# Katerine Duska
Katerine Duska (in greco Κατερίνα Ντούσκα?; Montréal, 6 novembre 1989) è una cantante e compositrice canadese naturalizzata greca.
Ha rappresentato la Grecia all'Eurovision Song Contest 2019 con il brano Better Love, classificandosi 21ª su 26 partecipanti nella finale.

## Biografia
Nata e cresciuta in Canada da genitori di origine greca, Katerine Duska si è trasferita ad Atene per avviare la sua carriera musicale.
Katerine inizia la sua carriera musicale nel 2014, lavorando insieme al cantante svedese Albin Lee Meldau alla creazione del suo album di debutto Embodiment.
Nel 2018 si è esibita alla Concert Hall e al Palace Garden di Atene, dove ha cantato brani da loro realizzati; è inoltre stata un'artista di supporto per il cantante greco Petros Klampanīs.
Il 14 febbraio 2019 l'ente radiotelevisivo nazionale greco ERT ha confermato di averla selezionata internamente come rappresentante nazionale per l'Eurovision Song Contest 2019. Il brano con cui ha rappresentato la nazione all'Eurovision Song Contest, Better Love, è stato presentato il 6 marzo 2019. Dopo essersi qualificata dalla prima semifinale del 14 maggio, si è esibita per tredicesima nella finale del 18 maggio successivo. Qui si è classificata 21ª su 26 partecipanti con 74 punti totalizzati, di cui 24 dal televoto e 50 dalle giurie. È stata la più votata sia dal pubblico che dai giurati di Cipro.

## Discografia

### Album in studio
- 2015 – Embodiment

### Singoli
- 2014 – One in a Million
- 2015 – Won't Leave
- 2019 – Better Love
- 2019 – Anemos (con Leon of Athens)
- 2020 – Sanctuary
- 2020 – Call Me Nyx
- 2021 – Athenian Skies
- 2022 – Of Time
- 2022 – Muse
- 2022 – Babel
- 2024 – Sunshine